# Dobromir Dymecki
Dobromir Dymecki (ur. 3 października 1985 w Łodzi) – polski aktor teatralny i filmowy.

## Życiorys
W 2009 ukończył studia na Wydziale Aktorskim PWSFTviT w Łodzi. Nieco wcześniej, 10 lutego 2007 miał miejsce jego debiut teatralny. Występował w teatrach:
- Teatr im. Stefana Jaracza w Łodzi
- Teatr Nowy w Łodzi
- Teatr Dramatyczny m.st. Warszawy
- Teatr im. Wojciecha Bogusławskiego w Kaliszu

## Filmografia
- 2006: Olek jako Adam
- 2008: Kanalie jako mężczyzna
- 2009: U Pana Boga za miedzą jako Witaszek
- 2009: U Pana Boga w ogródku jako Witaszek
- 2009: Siostry jako Franek Budzyk (odc. 5 i 8)
- 2009: Huśtawka jako Piotr, brat Anny
- 2009: Afonia i pszczoły jako więzień Wacław Odrowąż
- 2010: Usta usta jako Tomek, kolega Doriana (odc. 10)
- 2010: Hotel 52 jako Przemek (odc. 16)
- 2010–2015: Barwy szczęścia jako Przemek Brodziński, mąż Malwiny
- 2011: Prosto w serce jako kierowca rajdowy Bernard Rogowski
- 2011: Wszyscy kochają Romana jako Marek (odc. 13)
- 2011: Uwikłanie jako policjant Kumerski
- 2011: Czas honoru jako scharfuhrer Neumayer (odc. 40 i 44)
- 2012: Misja Afganistan jako brat Karoliny (odc. 7)
- 2012: Felix, Net i Nika oraz Teoretycznie Możliwa Katastrofa jako Brenner, dowódca oddziału
- 2012: Big Love jako Piotr Gawenda "Kudłacz"
- 2012: Piąty stadion jako Szwed (odc. 54)
- 2013: Prawo Agaty jako adwokat reprezentująca portal plotkarski (odc. 50)
- 2013: Komisarz Alex jako Radek Mariaszek, brat Janusza (odc. 28)
- 2013: Jaskółka jako Mariusz
- 2014–2015: Ranczo jako leśnik Paweł, chłopak Kingi
- 2014: On man show jako Głos
- 2015: Stwór jako brat Agnieszki
- 2015: Nie rób scen jako Marek (odc. 13)
- 2015: Na dobre i na złe jako Igor, mąż Natalii (odc. 589)
- 2015: Miranda jako Franek
- 2015: Dół jako mężczyzna
- 2016: Planeta singli jako randkowicz Oskar
- 2016: Komisja morderstw jako Paweł Jaskólski (odc. 12)
- 2016: Artyści jako aktor Maciej „Kredyt”
- 2017: Volta jako dąbrowszczak „Rudy”
- 2017: Ultraviolet jako ksiądz Banach (odc. 6)
- 2017: Twarz jako lekarz
- 2017: Tarapaty jako „Rudy”
- 2017: Ojciec Mateusz jako Radek Pukiel, mąż Aldony (odc.236)
- 2017: O mnie się nie martw jako Andrzej Radecki (odc. 66)
- 2018–2019: Znaki jako Robert Paszke, syn Antoniego
- 2018: Users jako mężczyzna
- 2018: Ułaskawienie jako brat Andrzej, syn Hanny i Jakuba
- 2018: Pułapka jako Piotr Walczak
- 2018: Pitbull. Ostatni pies jako „Obuch”
- 2018–2020, 2024: Leśniczówka jako Marcin Gałek, ojciec Bartusia
- 2018: Komisarz Alex jako Achim Kowalik (odc. 136)
- 2018: Kamerdyner jako ksiądz Riese
- 2018: 53 wojny jako Paweł
- 2018: 1983 jako Piotr Wybraniec (odc. 1, 3 i 5)
- 2019: Wszystko dla mojej matki jako Tomasz
- 2019: Nic nie ginie jako terapeuta
- 2020: Noamia jako mężczyzna
- 2020: Komisarz Alex jako „Magik” (odc. 171)
- 2021: Jakoś to będzie jako Albert Wąsik
- 2021: Śmierć Zygielbojma jako Jan Karski
- 2021: Biały potok jako Bartek, mąż Kasi
- 2021: Cicha ziemia jako Adam
- 2021: Pajęczyna jako Jakub Dąbrowa (odc. 3)
- 2021: Prime Time jako dowódca Krzysztof Jedynak
- 2022: Powrót jako świadek Jehowy (odc. 2)
- 2022: Brokat jako Zbyszek
- 2022: Kobieta na dachu jako prokurator
- 2022: Noc w przedszkolu jako Kazik Skuza
- 2023: Święty jako Marian Porębski
- 2023: Fanfik jako ojciec Tośka
- 2023: 1670 jako Bogdan
- 2023: Sexify 2 jako Maks Oleksiak
- 2023: Emigracja XD jako Łukaszek (odc. 4)
- 2023: BringBackAlice jako tata Patryka
- 2024: Zdrada jako Bartek Czarciński
- 2024: Sezony jako aktor Ziemowit
- 2024: Profilerka jako Marek Wigier, mąż Julii (odc. 1)
- 2024: Kos jako młody szlachcic
- 2024: Game Over jako doktor Tretter
- 2024: Czarne stokrotki jako Marek, ojciec Ady
- 2025: Porządny człowiek jako Karol

## Nagrody i odznaczenia
- II nagroda za rolę Michała Płatonowa w spektaklu „Letnisko. Improwizacje”, a także nagroda publiczności dla najbardziej elektryzującego aktora podczas XXVII Festiwalu Szkół Teatralnych w Łodzi (2009 r.)